# Marcel Appiah
Marcel Appiah (* 26. März 1988 in Schwelm) ist ein ehemaliger deutsch-ghanaischer Fußballspieler, der als Verteidiger eingesetzt wurde.

## Karriere
Appiah begann im Alter von drei Jahren mit dem Fußballspielen und gelangte über die Vereine TuS Ennepetal, FC Schalke 04, TSG Sprockhövel, VfL Bochum und SG Wattenscheid 09 im Jahr 2007 erneut zur TSG Sprockhövel, wo er in der Oberliga Westfalen in 19 Spielen ein Tor erzielte.
2008 wechselte er zur zweiten Mannschaft von Arminia Bielefeld, die ebenfalls in der neu eingeführten NRW-Liga aktiv war. Mit der zweiten Mannschaft erreichte er in der Saison 2009/10 den Aufstieg in die Regionalliga. Zudem kam Appiah zweimal in der Profimannschaft der Arminia in der 2. Bundesliga zum Einsatz, wobei er sein Zweitligadebüt am 19. April 2010 während des Heimspiels gegen den 1. FC Kaiserslautern gab, bei dem er zur Startformation gehörte. Zur Saison 2010/11 erhielt er den Status eines Vertragsamateurs bei Arminia Bielefeld, um sich nach den ersten Einsätzen in der Vorsaison weiter für die Zweitligamannschaft zu empfehlen. Ab November 2010 kam er daraufhin regelmäßig als Startelf-Spieler in der zweiten Liga zum Einsatz.
Nachdem die Arminia nach der Saison 2010/11 in die 3. Liga abgestiegen war, erhielt Appiah zur Saison 2011/12 einen Profivertrag beim DSC. Nachdem er in den ersten zehn Spielen unter dem neuen Trainer Markus von Ahlen zu den Stammspielern gehört hatte, kam er nach dessen Entlassung zunächst nur noch sporadisch zum Einsatz. Am 28. Spieltag spielte er zum ersten Mal seit 18 Spielen wieder von Beginn an und erzielte sogleich sein einziges Tor in dieser Saison. In den folgenden Spielen behielt Appiah seinen Stammplatz und beendete die Saison mit der Arminia im unteren Tabellenmittelfeld. In seiner zweiten Drittligasaison etablierte sich Appiah in der Stammelf als vielseitig einsetzbarer Spieler. Zum Abschluss der Saison feierte er mit der Arminia den Aufstieg in die 2. Fußball-Bundesliga, wodurch sich sein Vertrag automatisch verlängerte.
Nach dem direkten Wiederabstieg wechselte Appiah zum NEC Nijmegen in die niederländische zweite Liga. Als Stammspieler in der Verteidigung stieg er mit dem Verein 2015 in die Eredivisie auf. Dort kam er in der folgenden Saison mit Verletzungsunterbrechung zwar ebenfalls regelmäßig, aber auf häufig wechselnden Positionen zum Einsatz.
Im August 2016 unterschrieb er einen Zweijahresvertrag beim Drittligisten VfL Osnabrück. In den folgenden 1,5 Spielzeiten war er dort Stammspieler in der Verteidigung, verlor in der Rückrunde der Saison 2017/18 jedoch seinen Stammplatz. Sein im Sommer 2018 auslaufender Vertrag wurde nicht verlängert.
Nach halbjähriger Vereinslosigkeit wechselte Appiah in die USA, wo ihn im Januar 2019 der zuvor neu gegründete Zweitligist Birmingham Legion aus Birmingham (Alabama) unter Vertrag nahm. Aufgrund einer dreimonatigen Verletzungspause kam er dort jedoch nur in drei Spielen zum Einsatz, woraufhin sein Vertrag im Sommer 2019 wieder aufgelöst wurde.
Appiah kehrte anschließend nach Deutschland zurück und schloss sich im Juli 2019 dem VfR Aalen an, der in die Regionalliga Südwest abgestiegen war. Dort konnte er sich als Stammspieler durchsetzen. Bereits im Dezember 2019 wurde sein Vertrag um zwei Jahre bis 2022 verlängert. Auch die anschließende Saison 2020/21 bestritt er mit Ausnahme der Endphase als Stammspieler.
Im Sommer 2021 löste Appiah seinen Vertrag bei den Aalenern auf und schloss sich dem VfB Oldenburg in der Regionalliga Nord an, bei dem er einen Zweijahresvertrag unterzeichnete. Mit den Oldenburgern wurde er am Ende der Saison als Stammspieler Meister der Regionalliga Nord und stieg in die 3. Liga auf, aus der man allerdings in der anschließenden Saison 2022/23 wieder abstieg. Nach einer weiteren Saison beendete er dort 2024 schließlich seine Spielerkarriere.

## Erfolge
- Aufstieg in die Eredivisie: 2015 mit NEC Nijmegen
- Aufstieg in die 2. Bundesliga: 2013 mit Arminia Bielefeld
- Aufstieg in die 3. Liga: 2022 mit VfB Oldenburg
- Aufstieg in die Regionalliga: 2010 mit Arminia Bielefeld II
- Meister der Regionalliga Nord: 2022 mit VfB Oldenburg
- Westfalenpokalsieger: 2012 und 2013 mit Arminia Bielefeld